# Petr Barna
Petr Barna (* 9. März 1966 in Prag) ist ein ehemaliger tschechischer Eiskunstläufer, der für die Tschechoslowakei im Einzellauf startete. Er gewann die Eiskunstlauf-Europameisterschaften 1992.
Barna wurde von 1985 bis 1992 acht Mal in Folge tschechoslowakischer Meister. Er nahm von 1983 bis 1992 zehnmal in Folge an Europameisterschaften teil und gewann vier Medaillen; 1989 wurde er Dritter, 1990 und 1991 Vize-Europameister hinter Wiktor Petrenko und 1992 schließlich Europameister. Von 1984 bis 1992 nahm Barna neunmal in Folge an Weltmeisterschaften teil, konnte aber nie eine Medaille erringen. Sein bestes Ergebnis war der vierte Platz bei der Weltmeisterschaft 1991. Barna vertrat sein Land zweimal bei Olympischen Spielen. 1988 in Calgary wurde er 13. und 1992 in Albertville gewann er die Bronzemedaille. Mit dem Europameistertitel und Olympiabronze wurde 1992 sein sportlich erfolgreichstes Jahr. Danach beendete er seine Wettkampfkarriere.
Barna war der erste Eiskunstläufer, der einen vierfachen Sprung in einem olympischen Wettkampf zeigte.
Nach seiner Karriere lebte Petr Barna mit seiner Frau Andrea und der gemeinsamen Tochter in Florida und arbeitete dort als Trainer. Im März 2015 übernahm er die Stelle des sächsischen Landestrainers in Chemnitz. 2025 waren Barna und seine Frau als Trainer in Oberstdorf tätig.

## Ergebnisse
| Jahr                                | 1983 | 1984 | 1985 | 1986 | 1987 | 1988 | 1989 | 1990 | 1991 | 1992 |
| ----------------------------------- | ---- | ---- | ---- | ---- | ---- | ---- | ---- | ---- | ---- | ---- |
| Olympische Winterspiele             |      |      |      |      |      | 13.  |      |      |      | 3.   |
| Weltmeisterschaften                 |      | 16.  | 13.  | 16.  | 8.   | 8.   | 5.   | 6.   | 4.   | 6.   |
| Europameisterschaften               | 18.  | 10.  | 10.  | 7.   | 8.   | 7.   | 3.   | 2.   | 2.   | 1.   |
| Tschechoslowakische Meisterschaften |      |      | 1.   | 1.   | 1.   | 1.   | 1.   | 1.   | 1.   | 1.   |